# Aliberti Editore
Aliberti editore (dal 2015 Compagnia editoriale Aliberti) è una casa editrice italiana, con sede operativa a Reggio Emilia e sede legale a Roma. Dal 2001 al 2018 si è qualificato come grande editore pubblicando circa 58 volumi l'anno.

## Storia
Francesco Aliberti fonda la casa editrice sul finire del 2001. Radicata in Emilia, a giugno 2018 con un catalogo di circa 1000 titoli, Aliberti editore viene distribuita prima da Rizzoli (fino al 2008), poi da Messaggerie Libri con De Agostini per la promozione. Nella mostra al Salone di Torino 2011 per i 150 anni del libro, curata da Gian Arturo Ferrari, è stata compresa nei 15 fenomeni editoriali selezionati nell'esposizione del Lingotto.
Dal 2009 Francesco Aliberti è anche socio della Contenuti Digitali srl che edita Reggio24Ore, ora 24emilia.com, un quotidiano locale digitale, nonché coeditore e azionista della Editoriale Il Fatto Spa, casa editrice romana del giornale «Il Fatto Quotidiano», diretto da Antonio Padellaro.
Nel 2011 Francesco Aliberti costituisce con Vauro, Vincino e Cinzia Monteverdi la società editoriale per il rilancio de Il Male, storica testata satirica che segnò un'epoca fra il 1977 e il 1982. Il 7 ottobre 2011 esce in edicola il primo numero della rivista, distribuita a cadenza settimanale.
Dal 5 aprile 2013 Aliberti Editore Srl è messa in liquidazione come lo è anche E-Factory srl.
Nel 2015 nasce Compagnia editoriale Aliberti. Il nuovo logo, una salamandra ("per la sua capacità di attraversare le fiamme rimanendo illesa") è disegnato da Vauro.

## Le collane
- I lunatici accoglie romanzi insoliti e saggi fuori dalle righe.
- Uguali_Diversi raccoglie interventi di studiosi e divulgatori sul tema dell'integrazione e della tolleranza fra culture differenti. Nella stessa collana gli interventi di Gad Lerner, Luciano Manicardi, Paolo Naso, Gabriella Caramore.
- I dialoghi di Marco Alloni propone dialoghi con personaggi del giornalismo e della cultura contemporanea italiana su temi etici e le trasformazioni sociali. Include dialoghi con Marco Travaglio, Umberto Galimberti, Giulio Giorello.
- Arcipelago raccoglie i maggiori successi internazionali di narrativa science fiction e fantasy.
- Yahoopolis tratta delitti irrisolti, storie di crimine e di segreti di Stato.
- Nessun Bavaglio è una collana di taglio giornalistico, pensata per gli e-book, che realizza docu-inchieste sulla realtà italiana.
- Collana CSF accoglie libri realizzati dal direttore di collana stesso, Claudio Sabelli Fioretti, giornalista della scena italiana, che ha fatto dell'intervista un genere letterario. I libri scaturiscono dagli incontri di Claudio Sabelli Fioretti con alcuni personaggi molto noti del mondo della politica, dello spettacolo e della musica.
- PLC è dedicata all'economia e al management. PLC è l'acronimo di Pier Luigi Celli, amministratore delegato LUISS, che ha ideato e dirige la collana.
- Alibertifreestyle è un laboratorio di idee nato dall'incontro della casa editrice con un collettivo giovane e attento alle nuove tendenze sociali. Una collana di ricerca che accoglie la nuova narrativa giovane e insieme studia i trend più rilevanti dell'attuale cambiamento globale, quelle rivoluzioni di"coda lunga" che caratterizzano con vitalità gli orizzonti di oggi e di domani.
- Gargantua&Pantagruel celebra la buona cucina e l'eccellenza tutta italiana del mangiar bene.
- iDols celebra gli “idoli” del nostro tempo, che siano calciatori, artisti e personaggi dello spettacolo.
- Meltin' Pot accoglie giovani scrittori e propone romanzi rivolti ai ragazzi. Diretta da Fabio Salvatore.
- Clio è la seconda collana diretta da Fabio Salvatore e ospita al suo interno le biografie di personaggi noti dello spettacolo. Nella stessa collana le biografie di Katia Ricciarelli, Anna Longhi, Veronica De Laurentiis, Sarah Maestri.
- Kids si rivolge ai più piccoli con le sue storie popolate da buffi e divertenti personaggi e con le sue pagine dai colori vivaci e sgargianti.
- Junior è pensata per i bambini dai 6 agli 11 anni che muovono i primi passi nel mondo della lettura.
- Terza Liceo è dedicata ai teenager: l'amore, le emozioni, il futuro, la scuola e le esperienze di vita visti attraverso gli occhi degli adolescenti.
- Collana Tre raccoglie autori di prestigio che hanno realizzato testi di narrativa lontani dalla contingenza delle mode e fedeli a un'idea rigorosa di letteratura.
- Aliberti Studi UNIPRESS, sigla editoriale, coordinata da Massimiliano Panarari, si articola su due filoni: uno filosofico e l'altro dedicato a storie e personaggi di rilievo nel mondo della cultura."I libri di Vattimo e Zabala" è diretta da Gianni Vattimo e Santiago Zabala, mentre la collana "Storie e Personaggi" è diretta dallo scrittore e giornalista RAI Pier Damiano Ori.
- I Quaderni di QOL comprende testi di narrativa e monografie dedicati all'ebraismo e al dialogo interreligioso.[10]
- Sbalzi d'umore, diretta da Stefano Andreoli e Alessandro Bonino, comprende volumi di impostazione umoristica e satirica.
- Bestseller ripropone ad un prezzo contenuto le opere di maggior successo della casa editrice.

## Autori
Di seguito sono riportati alcuni autori pubblicati da Aliberti con i relativi titoli:
- Saverio Tommasi: Gesù era ricco - Contro Comunione e liberazione
- Andrea Cangini intervista Francesco Cossiga: Fotti il potere (Posizione più alta raggiunta nella categoria "Saggistica": 4)[11]
- Don Andrea Gallo con Loris Mazzetti: Sono venuto per servire (Posizione più alta raggiunta nella categoria "Saggistica": 4)[12]
- Cinzia Lacalamita: Daniele, storia di un bambino che spera (Prefazione di Silvia Tortara), L'Uomo nero esiste (Prefazione di Irene Pivetti), Volevo un marito - Una storia vera, Margherita Hack - La stella infinita
- Don Andrea Gallo: Di sana e robusta costituzione (Posizione più alta raggiunta nella categoria "Saggistica": 7)[13]
- Stefano Andreoli e Alessandro Bonino: Spinoza. Un libro serissimo e Spinoza. Una risata vi disseppellirà, che raccolgono battute tratte dal sito satirico Spinoza, (vincitore del Premio Satira Forte dei Marmi 2010 nella categoria web)[14]
- Enrico Vaime: Era ormai domani, quasi (Posizione più alta raggiunta nella categoria "Narrativa": 7)[12]
- Enrico Vaime e Maurizio Costanzo: Il poeta Straniero, ovvero Straniero Ugo, poeta
- MarianoSabatini: Ci metto la firma! La gavetta dei giornalisti famosi
- Claudio Sabelli Fioretti intervista Piergiorgio Odifreddi: Perché Dio non esiste
- Paolo Guzzanti: Mignottocrazia, Guzzanti vs Berlusconi, Guzzanti vs De Benedetti. Faccia a faccia fra un gran editore e un giornalista scomodo, Il mio agente Sasha
- Pier Luigi Celli: Altri esercizi di pentimento
- Luca Telese: La marchesa, la villa e il Cavaliere
- Flavio Oreglio: Aprosdoketon
- Marco Presta: Il paradosso terrestre
- Francesca Fogar: Ti aspetto in piedi
- Oliviero Toscani: Moriremo eleganti
- Roberto Faenza: Un giorno quest'America
- Sonia Rottichieri: Sul mio corpo
- Alessandro Di Nuzzo: La stanza del principe (premio Mazara del Vallo Opera Prima)[15]
- Gian Maria Aliberti Gerbotto: Il metodo antisfiga
- Gianluca Barbera: La truffa come una delle belle arti (finalista Premio Letterario Chianti 2017)[16]
- Camillo Langone: Come sei bella. Viaggio poetico in Italia
- Vittorio Graziosi: Sotto il segno della bilancia (premio della giuria Pegasus città di Cattolica 2017)[17]
- Maurizia Paradiso e Stefania Vitulli: I travestiti vanno in Paradiso.

## Fonti
- Taglietti C., I Guzzanti anti-premier. Papà e Sabina fanno pace, in Corriere della Sera, 17.05.2009
- Damilano M., Bersani vuol fare centro, in L'Espresso, 17.09.2009
- Owen R., Patrizia D'Addario: I was threatened and attacked after meeting Silvio Berlusconi, in The Times, 23.11.2009, su timesonline.co.uk.
- Parente M., Breve guida comica dell'editoria italiana, in Il Giornale, 28.11.2009
- Borgonovo F., Siamo il nuovo che avanza, in Libero, 28.02.2010
- Mascheroni L., Aliberti, l'editore rosso che punta sul popolo viola, in Il Giornale, 03.03.2010, su ilgiornale.it.
- D.P., Due cuori e un editore, in L'Espresso, 31.03.2010
- G.M., Aliberti fenomeno editoriale in mostra al Salone del Libro, in Il Giornale di Reggio, 03.05.2011
- Aliberti sul podio, in Il Resto del Carlino, 03.05.2011
- È Bud Spencer il n. 1 in Germania, in Il Giornale di Reggio, 04.05.2011
- Barilli L., Aliberti: Bud Spencer e grandi classici i più amati dai lettori, in Reggio24Ore.com, 23.05.2011, su 24emilia.com. URL consultato il 31 maggio 2011 (archiviato dall'url originale il 20 giugno 2015).